# 汪文綬
汪文綬（?—?），安徽省滁州直隸州全椒縣人，清朝政治人物、同進士出身。
光緒十八年（1892年），参加光緒壬辰科殿試，登進士三甲28名。同年五月，授内阁中书